# Gahnia filum
Gahnia filum là loài thực vật có hoa trong họ Cói. Loài này được (Labill.) F.Muell. mô tả khoa học đầu tiên năm 1888.